# Cryptophagus baldensis
Cryptophagus baldensis is een keversoort uit de familie harige schimmelkevers (Cryptophagidae). De wetenschappelijke naam van de soort werd in 1846 gepubliceerd door Wilhelm Ferdinand Erichson.